# Ulysses Davis
Ulysses Davis (South Amboy, New Jersey, 5 november 1872 – Chicago, 1 oktober 1924) was een Amerikaans filmregisseur. Hij regisseerde 86 films tussen 1911 en 1916, waarvan zijn bekendste The Kiss, een kortfilm uit 1914 met in de hoofdrol William Desmond Taylor.
Hij is begraven op het Waldheim Jewish Cemetery in Forest Park (Illinois).

## Filmografie

### Langspeelfilms
- The Night Riders of Petersham (1914)
- The White Scar (1915)
- Tainted Money (1915)
- The Soul's Cycle (1916)
- The Iron Hand (1916)

### Kortfilms
Een selectie van kortfilms:
- Out of the Dark (1911)
- The Fighting Rev. Caldwell (1911)
- Love That Never Fails (1912)
- A Devided Family (1912)
- The Love of Tokiwa (1914)
- The Kiss (1914)
- Love Will Out (1914)
- The Siren (1915)
- The Arab's Vengeance (1915)
- A Cripple Creek Cinderella (1916)